# El mundo de Carolina
El mundo de Carolina es una película documental uruguaya, dirigida por Mariana Viñoles. Se estrenó en noviembre de 2015, en el Festival Internacional de Documentales de Ámsterdam; tuvo su avant première en Uruguay el 17 de marzo de 2016, e ingresó al circuito comercial uruguayo al mes siguiente. Es el quinto largometraje documental de la directora.
Su protagonista, de 20 años, tiene síndrome de Down. La directora pretendió hacer un retrato de ella como persona.